# Topix
 (août 2023).
Si vous disposez d'ouvrages ou d'articles de référence ou si vous connaissez des sites web de qualité traitant du thème abordé ici, merci de compléter l'article en donnant les références utiles à sa vérifiabilité et en les liant à la section « Notes et références ».
Le Topix, acronyme de Tokyo stock Price IndeX, est, avec le Nikkei 225, un indice boursier de la bourse de Tokyo.

## Corrélation avec les autres bourses
Les performances annuelles de l'indice Topix se sont rapprochées de celles du Dow Jones Industrial Average, du DAX, du CAC 40 et du FTSE 100, les grands marchés boursiers étant de plus en plus dépendants les uns des autres depuis une vingtaine d'années.